# 威迪文自来水笔

威迪文制笔公司由路易斯·艾臣·威迪文（Lewis Edson Waterman ）（ 1837年11月20日-1901年5月1日） 于1883年成立，该公司生产出第一支实用的鋼筆，是为数不多至今仍有营运的原创型制笔公司。

## 历史
1884年，路易斯·艾臣·威迪文为他的“三裂缝加墨水”装置申请专利。这一构思是以毛细血管的动作为基础，令墨水可以稳定流量，灌输到笔尖，不但避免了泄漏，而且无需不断醮墨水。“The Regular”产品一炮而红。该公司建立之初采用“理想墨水笔公司”（Ideal Pen Company）的商号，四年后更名为威迪文公司（The L.E. Waterman Company）。 
对基本书写笔设计的改进和大胆的营销，发挥了重要作用，使自来水笔成为大众市场的产品。路易斯·艾臣·威迪文 1901年逝世后，威迪文公司继续扩大。1904年，该公司推出“夹式笔帽”钢笔，带有稳妥的夹子，可夹在口袋上。 1907年，可伸缩安全钢笔（Safety Pen）证明具有可靠的防泄漏功能，1913年，该公司发明出“杠杆式墨水袋”自动充墨装置。 
1927年，一名法国科研工作者发明了一种玻璃墨管（后来在1936年获得专利），从此改变了自来水笔的发展前景。1953年，威迪文改进了玻璃墨管设计，开启了塑料墨管的时代，进一步提升了钢笔的吸引力和可用性。 

## 现状
自1967年以来，该公司在法国南特市（Nantes）附近圣埃尔布兰（Saint-Herblain）的工厂生产钢笔，每年生产约500万支笔。其中百分之七十的产品，出口到110个国家。今天，威迪文是目前全球第二大钢笔制造商。

## 外部連結
- waterman（英文）（日語）（法文）
- waterman （页面存档备份，存于）（英文）